# José Sebastián Segura
José Sebastián Segura (Córdoba, Veracruz, 20 de enero de 1822 - Ciudad de México, 14 de enero de 1889) fue un ingeniero, poeta, traductor, sacerdote católico y académico mexicano

## Semblanza biográfica
Fue un ingeniero de minas, ejerció su profesión en Real del Monte y Pachuca en el estado de Hidalgo. Durante esta época compuso buena parte de su obra poética. Fue discípulo de José Joaquín Pesado. 
Realizó traducciones de Horacio, Virgilio, Tirteo, Calino y Schiller, así como los primeros cantos de la Divina comedia de Dante Alighieri. El 11 de septiembre de 1875, fue miembro fundador de la Academia Mexicana de la Lengua, de esta forma, se convirtió en el primer ocupante de la silla V. Poco antes de morir se ordenó sacerdote. Murió en la Ciudad de México el 14 de enero de 1889.

## Obras publicadas
- Susana: leyenda bíblica en cinco cantos, 1861.
- Poesías de José Sebastián Segura, 1872.
- Hermosura y vanidad: comedia en tres actos, 1881.
- Novísima gramática francesa, 1885.
- Colección de pequeños consejos para la santificación y felicidad de la vida formada durante los años de 1862 a 1882, 1893.